# Східна провінція (Шрі-Ланка)

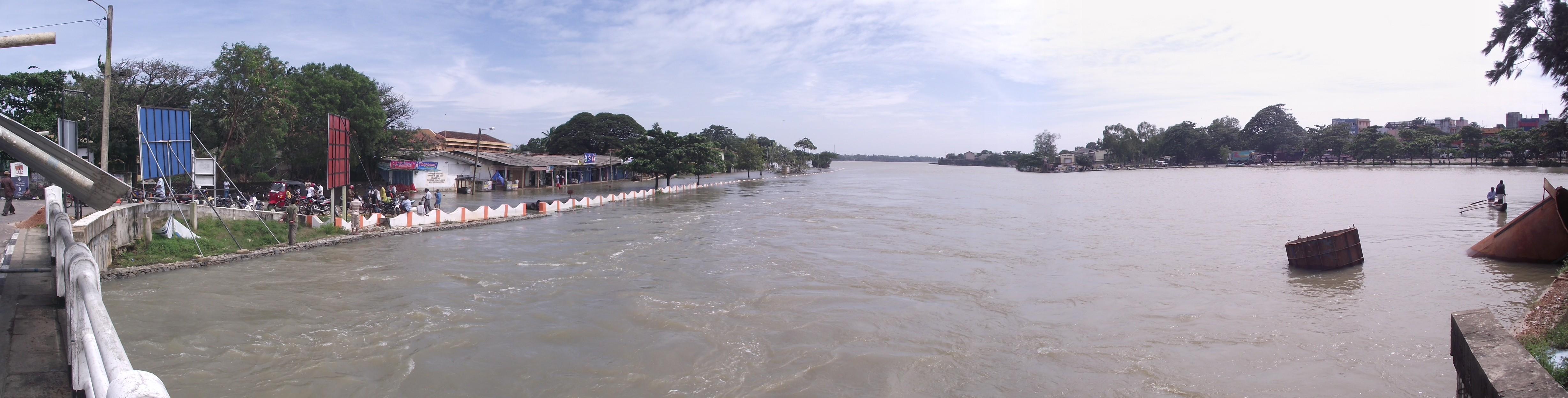
the flood in Batticaloa Lagoon

Схі́дна прові́нція (синг. නැගෙනහිර පළාත Negenahira Palata, там. கிழக்கு மாகாணம் Kilakku Maakaanam) — провінція Шрі-Ланки. Населення — 1 547 377 осіб (2012).
Адміністративний центр — Тринкомалі. Населена тамілами, шрі-ланкійськими маврами і сингальцями.

## Географія
Площа Східної провінції становить 9996 км (15,24 % загальної площі). Площа суші — 9361 км². Площа водної гладі — 635 км². Відсоток водної гладі — 6,35 %.
Провінція межує з півночі з Північною провінцією; із заходу з Північно-Центральною провінцією, Центральною провінцією, провінцією Ува; з півдня з Південною провінцією; зі сходу омивається Бенгальською затокою.
Узбережжя провінції рясніє лагунами, найбільшими з яких Баттікалоа, Коккілай, Упар і Улакалі.

## Історія
Провінція в своїх межах існує з XIX століття (1 жовтня 1833), але правовий статус провінції отримали в 1987 році (14 листопада 1987), коли була прийнята 13-та поправка конституції Шрі-Ланки 1978, яка створила ради провінцій. З 1988 по 2006 рік разом з Північною провінцією утворювала Північно-східну провінцію.

## Адміністративний поділ
Адміністративно ділиться на 3 округи:
- Баттікалоа
- Ампара
- Тринкомалі